# Clan scozzese

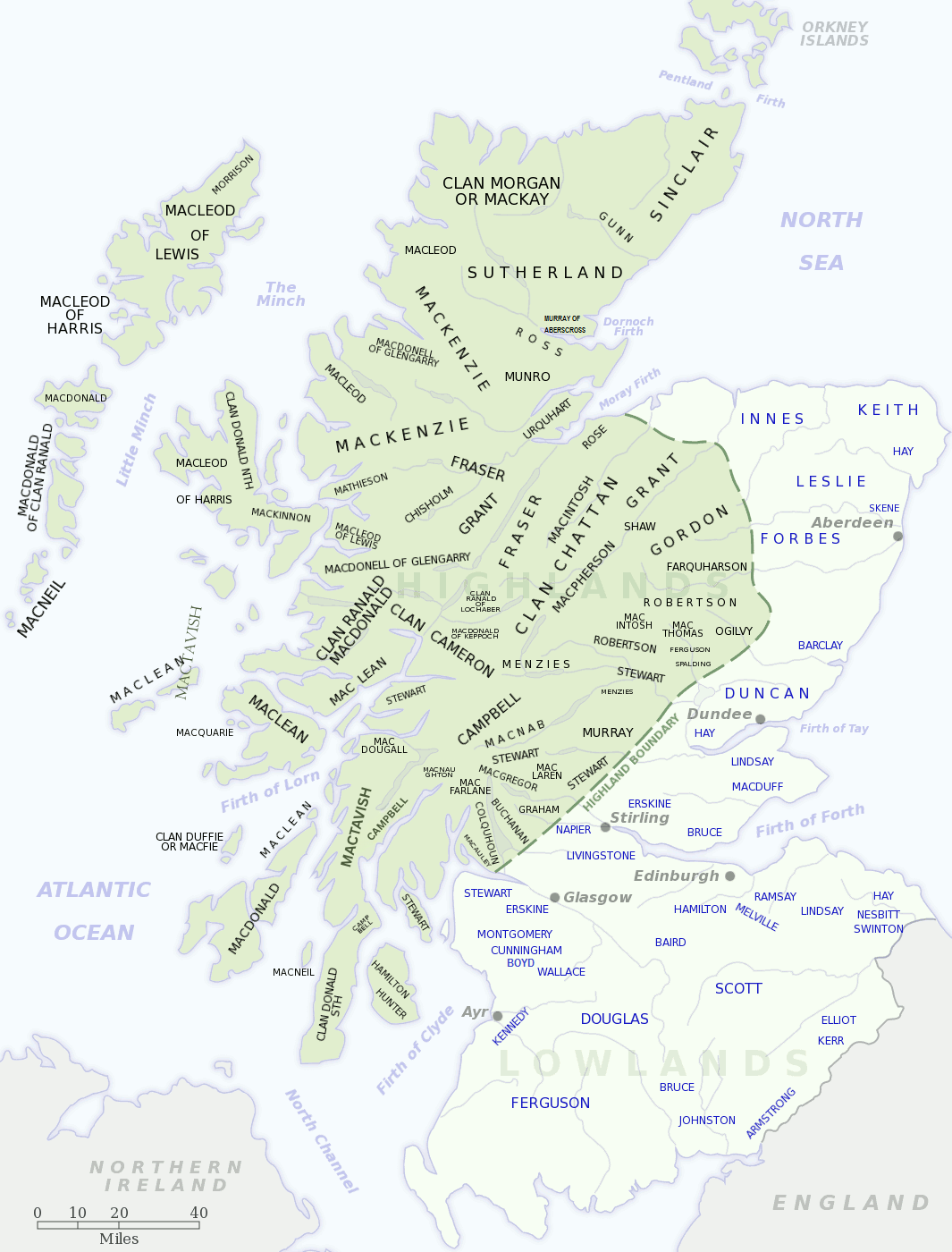
Geografia dei clan scozzesi

Un clan scozzese è un'aggregazione di persone alla base della società scozzese tradizionale la quale era organizzata in clan, in base a legami di parentela. Il termine deriva dal gaelico scozzese clann, "bambino", che sottolinea il senso di legame familiare. Il clan e il suo capo, clan chief, sono riconosciuti dalla legge scozzese e gestiti tramite il Lord Lyon King of Arms, una istituzione con poteri regolatori e amministrativi e che funge da autorità in questioni di araldica scozzese e di stemmi. Ogni clan ha un'area geografica di origine, inizialmente controllata da un chief (capo) e caratterizzata da un castello o maniero. I clan privi di chief sono detti clan armigeri. L'usanza delle riunioni di clan formano un'importante parte del tessuto sociale. Il più importante raduno avvenuto in anni recenti è stato il "The Gathering 2009".
Le origini dei clan non sono esclusivamente celtiche. I clan di origine francese sono chiamati clan scoto-francesi. È un errore comune quello di ritenere che qualunque persona che porti il cognome di un clan sia un diretto discendente del capo. Molti membri di un clan, benché non imparentati con il chief, ne assunsero il cognome come loro proprio per dimostrare solidarietà, per ottenere protezione o sostegno.
Ogni clan ha un proprio tartan che risale spesso al XIX secolo, essendo essi stati proibiti nel Settecento e quindi dimenticati. I suoi membri indossano kilt, gonne, fasce, cravatte, sciarpe o altri accessori d'abbigliamento ricamati con il tartan della famiglia, come segni di appartenenza. La moderna immagine dei clan, ognuno dei quali con un proprio tartan e un preciso territorio, venne promossa dallo scrittore scozzese Sir Walter Scott e da altri dopo di lui; storicamente i disegni dei tartan erano associati con i distretti delle Lowland e delle Highland, i cui tessitori tendevano a produrre motivi di tessuti particolarmente apprezzati dalle popolazioni. Per un processo di evoluzione sociale, ne conseguì che le famiglie prominenti di un particolare distretto iniziarono a indossare il tartan della regione e il passo successivo fu l'identificazione della comunità in quel disegno.

## Organizzazione

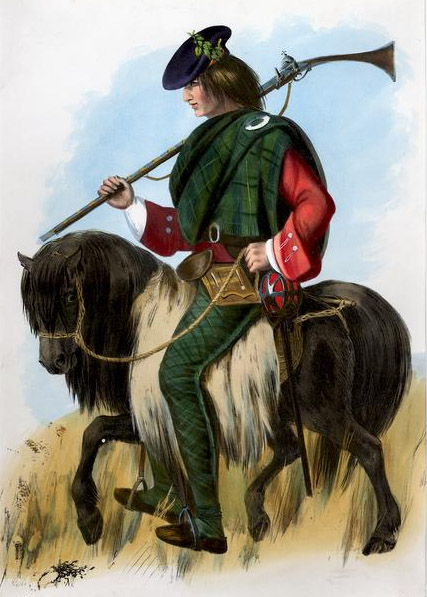
The Clans of the Scottish Highlands, illustrazione di Robert Ronald McIan (1803-1856)

### Appartenenza
La parola clann, in gaelico scozzese, può significare "progenie, bambino o discendenti". Ogni clan era un grande gruppo di persone, teoricamente una famiglia estesa, presumibilmente tutti discendenti da un unico progenitore e tutti legati da un patto di fedeltà al capo del clan. 
Tuttavia, era sentita quasi come cogente la necessita di provare la discendenza da un antenato comune che appartenesse alla famiglia del clan chief I Clan nei decenni sviluppavano un territorio più o meno grande basato su quello originale del fondatore, che ottenne il mutuo e reciproco riconoscimento dell'autorità con i clan dei territori confinanti..
Secondo l'ex Lord Lyon, Sir Thomas Innes di Learney, un clan è una comunità distinta da un'araldica e riconosciuta dal sovrano. Learney considerava i clan come una «nobile entità», dal momento che gli stemmi di cui si fregiavano era concessi, o riconosciuti, dal Lord Lyon nella qualità di ufficiale della Corona, cosa che conferiva un riconoscimento reale all'intero clan. I clan con un capo riconosciuto dal sovrano, attraverso il Lord Lyon, sono di conseguenza considerati una comunità nobile da parte della legge scozzese; un gruppo senza un capo riconosciuto dal monarca non ha invece una posizione ufficiale. I pretendenti al titolo di capo devono quindi presentarsi al Lord Lyon per essere riconosciuti come i legittimi eredi dell'armoriale indifferenziato dell'antenato del clan; il capo è infatti l'unica persona che è titolata ad utilizzare lo stemma indifferenziato del fondatore del clan. Il clan è considerato come un patrimonio ereditario del capo ed il suo sigillo è il sigillo del clan inteso come "nobile corporazione"; nella legge scozzese il capo è riconosciuto come guida del clan e legale rappresentante della comunità.
All'epoca, il clan era composto di chiunque abitasse nel territorio del capo o nelle terre di coloro i quali dovevano fedeltà al capo clan. Nel corso del tempo, con il continuo mutamento dei confini del clan, con l'emigrazione e con i cambi di regime, i clan cominciarono quindi a essere formati da persone non imparentate tra loro e che portavano cognomi differenti; spesso però le persone che risiedevano sulle terre di un capo finirono per adottare il cognome del clan.
Un capo aveva il potere di adottare altre famiglie, così come il diritto legale di estromettere dei membri dal clan, persino delle persone della propria famiglia più ristretta. Al giorno d'oggi, chiunque abbia il cognome del clan è automaticamente considerato come facente parte dello stesso; parimenti, le persone che offrono fedeltà al capo diventano membri del clan, a meno che il capo non decida di rifiutare il loro giuramento.
L'appartenenza ad un clan viene trasmessa attraverso il cognome; in particolare non passa attraverso una donna sposata che abbia preso il cognome del marito e quindi ai suoi figli. I figli che portano il cognome paterno sono membri del clan del padre, e non di quello della madre. Sono comunque stati frequenti i casi in cui un discendente per linea materna abbia cambiato il proprio cognome per avanzare delle pretese alla guida del clan: è questo ciò che è avvenuto per l'ultimo capo del clan MacLeod, nato John Wolridge-Gordon, che cambiò il proprio cognome con quello da nubile della nonna materna per ottenere la carica di capo dei MacLeod.
Un clan poteva anche ricostituire l'unità di un vasto numero di rami famigliari di cui si erano persi discendenza e contatti umani (i septs), i quali tutti riconoscevano il clan chief come loro guida e protettore.
Al giorno d'oggi i clan possono avere numerose sept: queste sono dei cognomi, delle famiglie o dei clan che, per ragioni ereditarie, correnti o di qualunque genere, sono associate ad un clan; non esiste alcuna lista ufficiale delle sept, e la decisione di quali sept appartengono ad un clan è demandata allo stesso. I nomi delle sept possono essere condivisi da più di un clan e quindi, in alcuni casi, è lasciato all'individuo stabilire, in base alla propria genealogia e storia personale, il clan corretto a cui si è associati.
Numerosi membri di clan hanno visto riconosciuto loro uno stemma: in questi casi, gli stemmi sono differenziati rispetto a quello del capo; Thomas Innes di Learney, ex Lord Lyon, in base alla legge araldica inglese, ha considerato queste persone come "cadetti indeterminati" (indeterminate cadet).

### Eredità e autorità

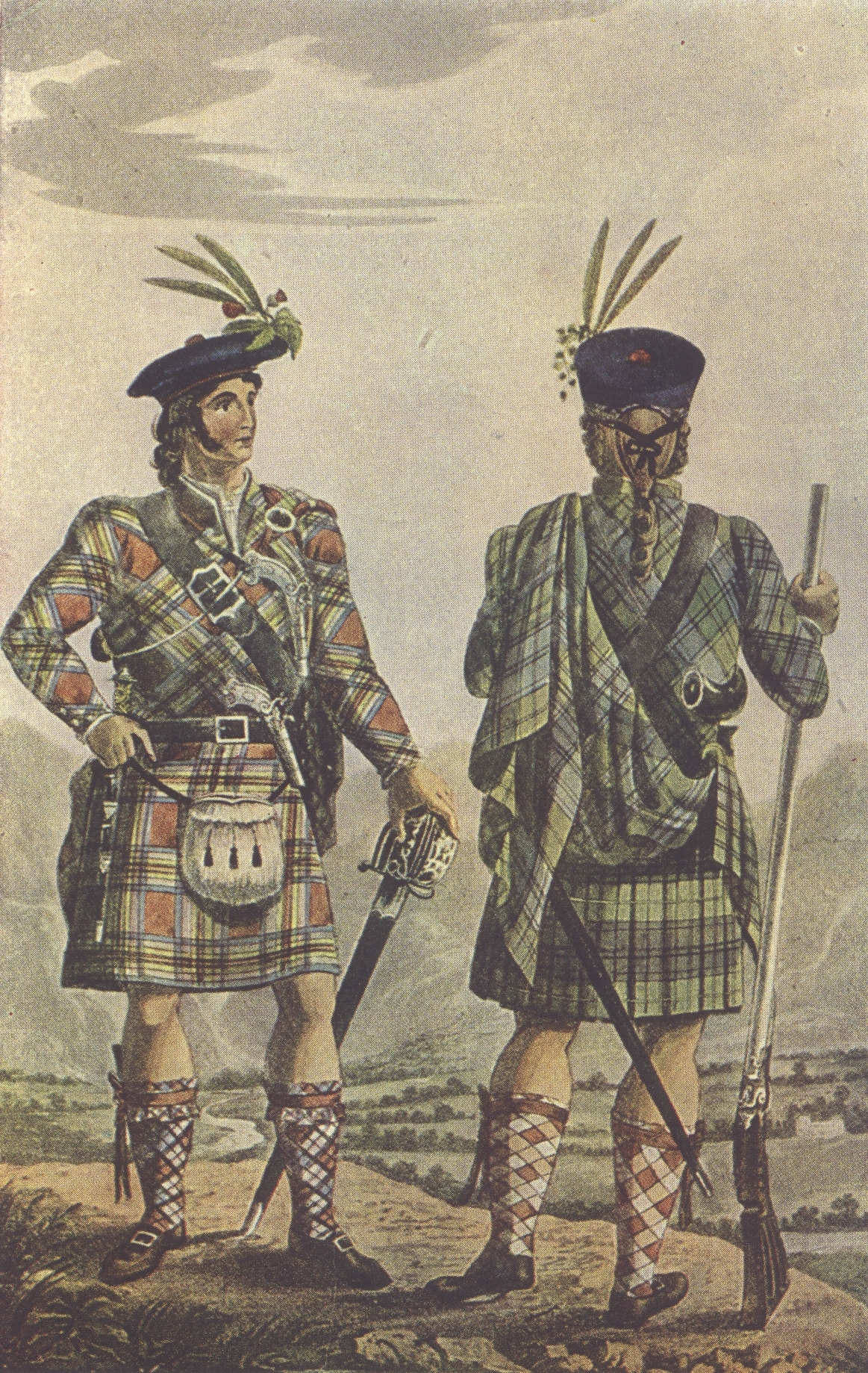
Ritratto di epoca romantica di capi clan delle Highland (1831)

Il sistema di clan delle Highlands incorporò le tradizioni celtico-norrene di eredità così come le caratteristiche della società feudale francese. Capitribù o re locali, sotto la suzerain di un Alto Re (ard rí), governavano sulla gaelica Alba, e tutte queste cariche erano ricoperte in seguito ad elezione da parte di un'assemblea. Solitamente il candidato era nominato dal precedente detentore della carica quando si avvicinava alla morte; l'erede eletto era conosciuto come taniste, dal gaelico tànaiste, "secondo", e l'intero sistema veniva definito tanistry. Questo sistema combinava quindi un elemento ereditario con il consenso dei soggetti governati e, mentre in seguito le successioni nei clan seguirono le leggi feudali della primogenitura, il concetto di autorità proveniente dal clan continuò a persistere.
Da ciò deriva che l'eredità collettiva del clan, il dùthchas, dava il diritto di considerare le terre poste sotto la protezione e l'autorità del capo e dell'aristocrazia terriera come un bene del popolo, dove vivere ed abitare. Questo elemento era collegato con il concetto complementare di òighreachd, in base alla quale l'autorità del capotribù proveniva da statuti concessi dalla monarchia scozzese medievale, all'interno della quale era garantita l'eredità individuale, e la possibilità di far valere il proprio potere ed arbitrio di legittimi e nobili proprietari terrieri piuttosto che di meri gestori (trustee) di un bene comune dato loro in concessione. Mentre il dùthchas deteneva la precedenza nel periodo medievale, il bilanciamento si spostò a mano a mano che le leggi degli scozzesi delle Lowlands divennero sempre più importanti nel sistema dei clan. 
Fin dal principio, il periodo dei clan nella storia di Scozia, è determinato dal tentativo della elite guerriera, che si faceva chiamare anche the fine ("il Bene supremo"), di essere una classe di proprietari terrieri, così come di restare i signori della guerra locali.

### Processo legale
Per dirimere cause civili e penali all'interno dei clan entrambe le parti rimettevano il caso ad un collegio arbitrale composto dall'aristocrazia del clan e presieduto dal chief. Similarmente, in dispute tra vari clan i capi agivano come procuratori per i contendenti del proprio clan e la corte era composta da un consiglio di aristocratici, provenienti in numero uguale da ogni clan, ed era guidata da un chief di un clan confinante o da un altro proprietario terriero.
Non esistevano gradi di appello per le decisioni che garantivano delle forme di ristoro, chiamate assythment, alla parte lesa e che venivano registrate dal tribunale reale o cittadino competente. Queste compensazioni tenevano conto dell'età, delle responsabilità e dello status della vittima, così come della natura del crimine e, una volta pagato, precludevano la possibilità di agire nuovamente contro il colpevole.

### Vincoli sociali

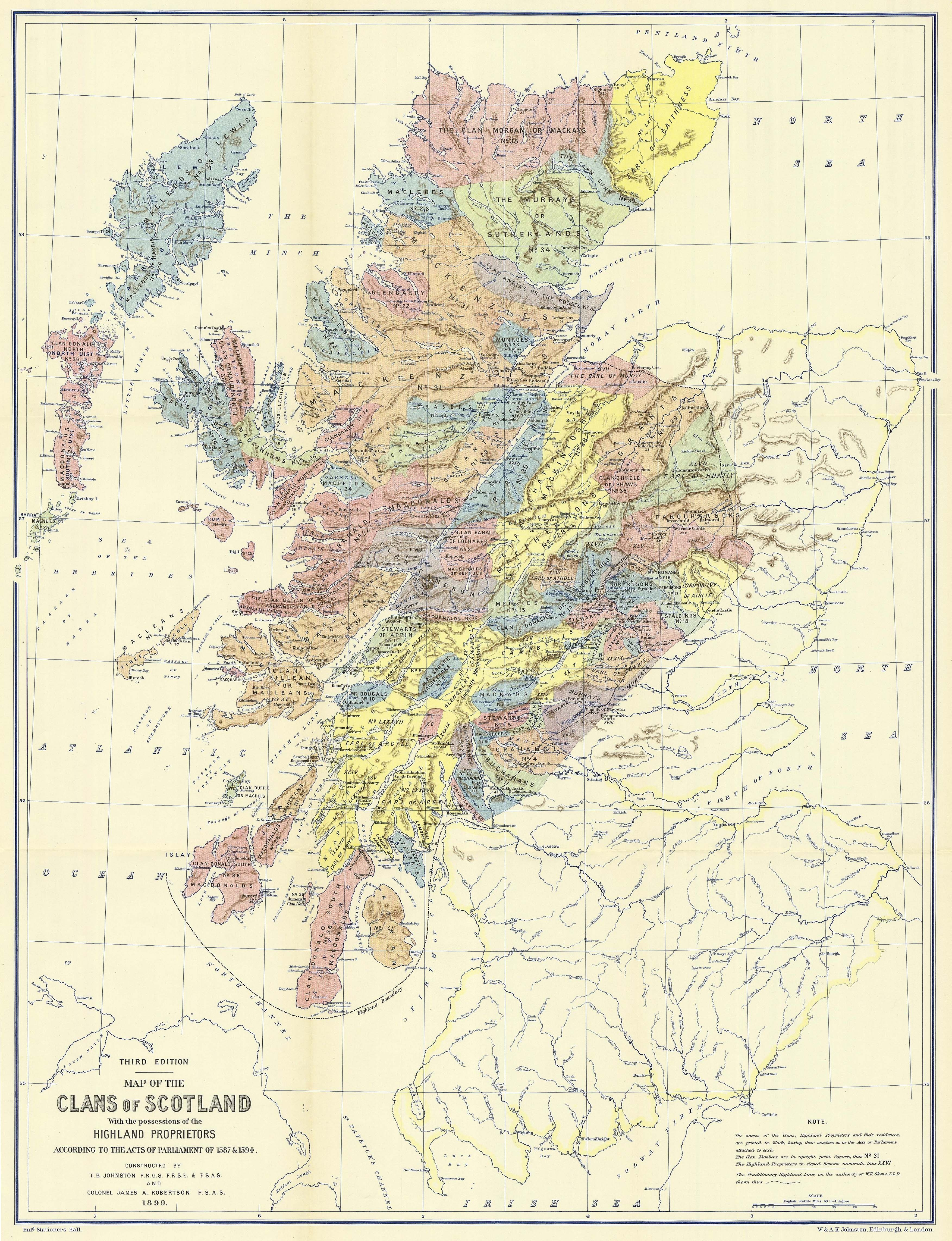
La mappa mostra la localizzazione dei clan delle Highland e le aree possedute dai principali possidenti terrieri negli anni tra il 1587 e il 1594

L'affidamento e il manrent erano le più importanti forme di vincoli sociali all'interno dei clan. Nell'affidamento, i figli dei capi venivano allevati da membri selezionati dell'aristocrazia di un clan (tradizionalmente il fratello della madre, cioè di un altro clan), i cui figli venivano a loro volta affidati ad altre persone. Questa pratica portava alla creazione di intensi vincoli e una forte coesione tra diversi clan. Il manrent era invece un legamo contratto da capifamiglia che guardavano al chief in cerca di protezione territoriale, benché non vivessero nelle proprietà dell'élite del clan; questi accordi venivano rafforzati dai calp, dei debiti che sorgevano alla morte del capofamiglia e che solitamente consistevano in una donazione di cavalli o vacche al capo del clan, a titolo di professione di fedeltà da parte della famiglia. Benché i calp siano stati abrogati dal Parlamento nel 1617, i manrent continuarono a pagare segretamente per la protezione ricevuta.
Meno durevolmente, invece, le alleanze matrimoniali consentivano di stringere dei rapporti tra clan. I matrimoni erano dei contratti che comportavano lo scambio di bestiame, denaro e proprietà, chiamati tocher per la sposa e dowry per lo sposo.

### Amministrazione
I pagamenti degli affitti e dei calp da parte di coloro che vivevano sulle proprietà del clan e dei calp delle famiglie che vivevano altrove venivano riscossi dai tacksmen. Questi membri della bassa nobiltà agivano come amministratori delle tenute, assegnando appezzamenti di terreno, prestando sementi di cereali ed attrezzi e organizzando il trasporto delle mandrie fino alle Lowlands per la vendita, ricavandone una piccola percentuale delle transazioni. Essi avevano inoltre l'importante ruolo militare di mobilitare i Clan Host, sia per le esigenze belliche che, più frequentemente, per formare imponenti cortei in occasione di matrimoni, funerali o per le tradizionali battute di caccia che si tenevano in agosto, antenate dei moderni giochi delle Highlands.
A partire dal tardo XVI secolo il Privy Council scozzese, riconoscendo la necessità di cooperare, richiese ai leader dei clan di fornire garanzie per la condotta di chiunque si trovasse sui loro territori e di iniziare a frequentare regolarmente la corte di Edimburgo, incoraggiando così la tendenza di trasformarsi in possidenti assenti. Con il progressivo aumento delle transazioni, i tacksmen accumularono risorse economiche sempre più ingenti, tanto che arrivarono a finanziare i debiti della nobiltà, che ipotecavano le loro tenute, arrivando in alcuni casi ad acquisirne le proprietà. A partire dal 1680 questo condusse ad una situazione in cui le loro proprietà coincidevano con le dutchas collettive. I tacksmen vennero inoltre investiti della responsabilità di eliminare il banditismo e le faide armate.

### Dispute e disordini
Dove l'oighreachd, terreni posseduti dall'elite del clan, o fine, non coincideva con la comune eredità del duthchas erano molto frequenti le dispute territoriali e le guerre. La nobilità mal sopportava che i propri uomini dovessero pagare degli affitti ad altri possidenti, mentre alcuni clan conducevano una politica di acquisizioni territoriali tramite battaglie. Feroci faide, come quelle tra il clan Gordon e il clan Forbes, durarono per secoli, causando forti perdite per entrambe le parti.
Sulla costa occidentale i clan furono coinvolti nella lotta tra gli irlandesi e i Tudor: fu così che nacque una nuova casta militare, quella dei cosiddetti buannachan, che combattevano stagionalmente in Irlanda come mercenari e venendo considerati nel loro clan alla stregua di nobili minori. Il loro ruolo venne però a scomparire con l'Irish Plantation di Giacomo VI di Scozia e I d'Inghilterra: a partire dal suo regno la legge incominciò a essere applicata sempre più per sanare le dispute e l'ultima faida ad essere sfociata in una battaglia fu quella avvenuta il 4 agosto 1688 a Mulroy, nel distretto di Lochaber.
Le razzie lungo il confine divennero una sorta di rito di passaggio, il creach, che vedevano i giovani uomini alle prese con il furto di bestiame ai clan confinanti. Verso il XVII secolo questa usanza andò però declinando e la maggior parte delle razzie prese la forma del cosiddetto spreidh, gruppi di una decina di uomini che agivano nelle vicine Lowlands, rubando delle mandrie che potevano essere restituite dietro pagamento di un tascal, che garantiva tra l'altro il non ripetersi della razzia. Alcuni clan offrivano agli abitanti delle Lowlands protezione contro le razzie, in termini non molto diversi da un comune ricatto.

## Clan delle Lowland
È accettabile riferirsi alle grandi famiglie delle Lowlands utilizzando il termine clan, dal momento che gli stessi Scoti sembra utilizzassero i due vocaboli indifferentemente. Fino agli inizi del XIX secolo, la maggior parte dei clan delle Lowlands e del Border non usavano identificarsi con uno specifico tartan famigliare, ma piuttosto utilizzavano quello del distretto. D'altronde, in questi clan non si indossava nemmeno il kilt né si suonavano le cornamuse Great Highland (benché fossero diffuse le cornamuse del tipo Lowland, Border o Northumbrian). Con il passare del tempo, però, iniziarono ad adottare queste tradizioni tipiche delle Highlands come una forma di identificazione nel clan, molto viva al giorno d'oggi.
Le Lowlands erano sotto l'influenza celtico-britannica, con l'area sud-orientale occupata dagli Angli e Galloway, assieme alle coste occidentali, in mano ai vichingo-gaelici. Nel 1034 il Regno di Alba era riuscito ad espandersi fino a coprire tutta quest'area, ad eccezione di quella ancora sotto il controllo delle popolazioni gaeliche. A partire dall'ascesa al trono di re Davide I di Scozia (1124) gli schemi sociali tradizionali di gran parte della Scozia Orientale cominciarono a cambiare, principalmente a causa dello sviluppo dei burgh e dello stanziamento di famiglie feudali bretoni su terre di proprietà reale. Il processo fu molto lento, ma i suoi effetti cumulativi che si verificarono nel corso dei secoli finirono per minare l'unità delle popolazioni gaeliche in queste regioni, aree che in seguito vennero collettivamente chiamate Lowlands; Galloway e Carrick, zone in cui i Gaeli Galwegiani sopravvissero fino al XVII secolo, furono comunque piuttosto refrattarie a questi cambiamenti per lungo tempo.
I clan aristocratici gaelici continuarono in ogni caso a sopravvivere, specialmente a Galloway (MacDowall, MacLellan, MacCann), Carrick (Kennedy) e Fife (MacDuff). Il termine clan continuò ad essere usato per le famiglie delle Lowlands fino alla fine del XVI secolo e, mentre gli aristocratici tendevano ad utilizzare sempre più la parola "famiglia", i due lemmi rimasero intercambiabili.
Un atto del parlamento scozzese del 1597 parla di «Chiftanis and chieffis of all clannis...duelland in the hielands or bordouris» usando quindi clan e chief per descrivere sia le famiglie delle Highlands che quelle del Border. La legge prosegue elencando i vari clan delle Lowlands, tra cui i Maxwell, i Johnston, i Turnbull e numerosi altri cognomi noti del Border. Inoltre, Sir George MacKenzie di Rosehaugh, Lord Advocate (avvocato generale), scrivendo nel 1680 afferma che «Con il termine chief noi chiamiamo il rappresentante della famiglia, dalla parola chef o guida, e in irlandese (gaelico), come per noi, il capo-famiglia è chiamato capo-clan». I termini chief o capo e clan o famiglia sono quindi intercambiabili, per cui è corretto parlare di famiglia MacDonald o clan Stirling: l'abitudine di usare clan per le Highlands e "famiglia" per le Lowlands è infatti una convenzione ottocentesca.
Verso la fine del Settecento le Lowlands vennero integrate nel sistema politico britannico, creando tensioni con le Highlands; la popolazione delle Lowlands diminuì drasticamente in alcune zone del Sud come diretto risultato della rivoluzione agricola.
Con il rifiorire dell'interesse per le tradizioni gaeliche e a seguito della visita di re Giorgio IV in Scozia del 1822 nacque un nuovo entusiasmo tra gli abitanti delle Lowlands per la loro identità culturale pan-scozzese. Conseguentemente, numerose famiglie e molti aristocratici appaiono ora nelle liste dei clan con i loro tartan, in alcuni casi rivendicanto un'ascendenza che affonda le proprie radici nell'area delle Highlands – e, come risultato, al giorno d'oggi gran parte dei clan delle Lowlands o del Border hanno costituito delle associazioni, gestiscono dei siti web e organizzano riunioni annuali. Questo fenomeno ha dato notevole impulso economico alle attività tradizionali, come le manifatture di indumenti in tartan e di altra oggettistica legata all'appartenenza ai clan; in questo caso è stata fondamentale anche la grande crescita delle ricerche genealogiche attraverso Internet, iniziata negli ultimi anni del XX secolo. Purtroppo, questi ultimi avvenimenti hanno anche condotto alcune aziende a sfruttare l'entusiasmo popolare commercializzando presunti stemmi famigliari e accessori araldici.

## Storia

### Origini

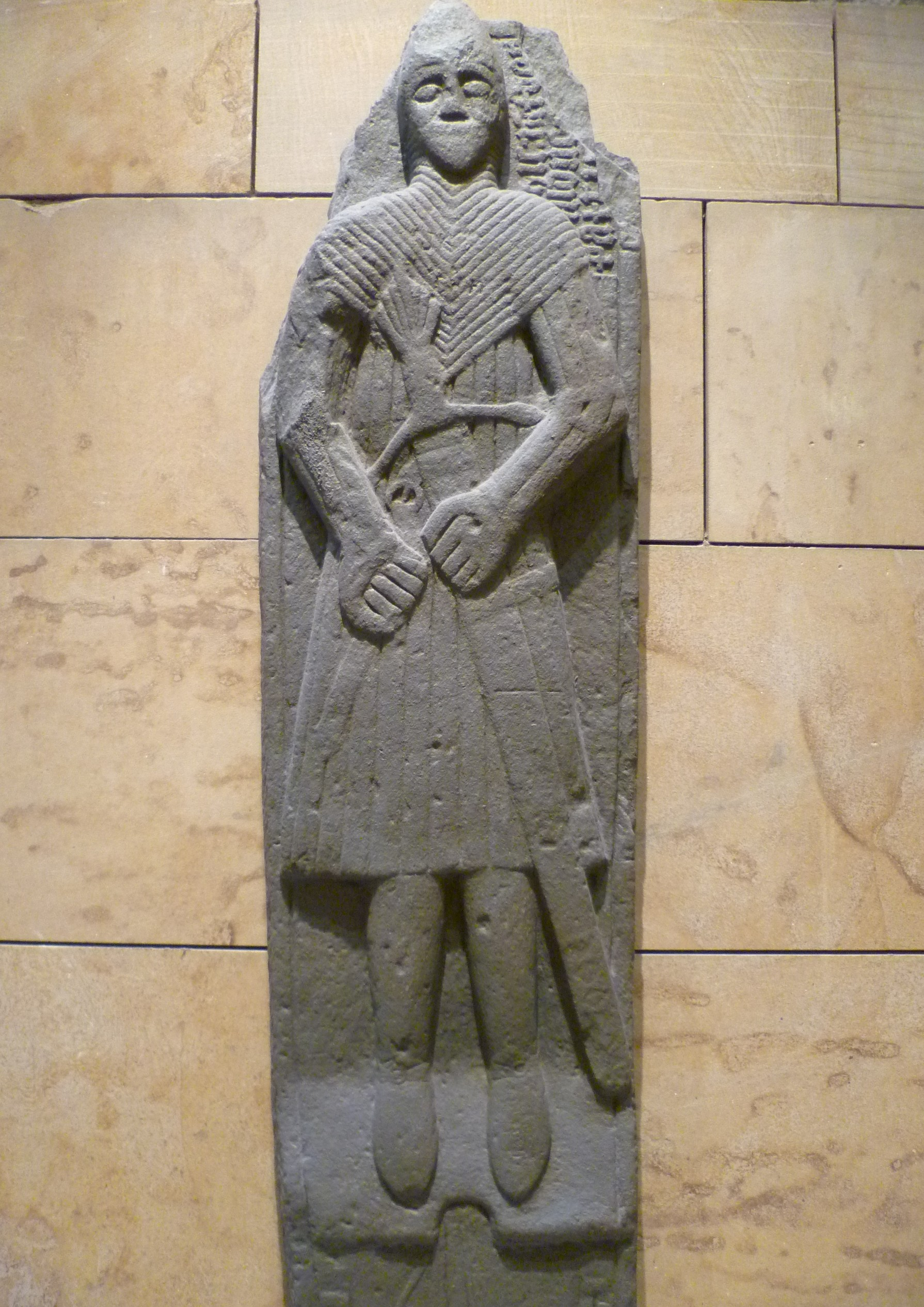
Pietra tombale di un guerriero delle Highland al Museo Nazionale di Scozia

Il Senchus fer n-Alban elenca tre principali gruppi parentali del regno di Dalriada, a cui in seguito ne venne aggiunto un quarto:
- Cenél nGabráin, della penisola di Kintyre, presemubilmente discendenti di Gabrán mac Domangairt;
- Cenél nÓengusa, provenienti dalle isole di Islay e Jura, discendenti forse da Óengus Mór mac Eirc;
- Cenél Loairn, di Lorne, forse anche da Mull e dalla penisola Ardnamurchan, supposti discendenti da Loarn mac Eirc;[14]
- Cenél Comgaill, dalla penisola di Cowal e dall'isola di Bute, aggiunta successiva, discendenti probabilmente da Comgall mac Domangairt.[15]

Il Senchus non elenca alcun gruppo parentale per l'Irlanda; all'interno dei Cenél Loairn egli ricomprende però gli Airgíalla, e questo fatto può essere interpretato in due modi: essi erano dei migranti irlandesi oppure erano una tribù a cui venne dato questo nome in base a motivazioni non ancora chiare. Il significato di Airgíalla, "che dà ostaggi", contribuisce all'incertezza, anche se è stato osservato che solo a un gruppo in Irlanda veniva dato questo nome e per questo motivo era piuttosto raro, supportando quindi l'ipotesi dei Ui Macc Uais hypothesis. Non c'è comunque alcuna ragione per ritenere che la lista del Senchus sia completa o accurata.
Alcuni clan, come i Campbell e i Donald, vantano degli antichi progenitori della mitologia celtica menzionati nel ciclo feniano, mentre un altro gruppo, tra cui i MacSween, i Lamont, i MacEwen di Otter, i Maclachlan e i MacNeil, tracciano il loro albero genealogico fino al V secolo di Niall dei Nove Ostaggi, leggendario alto re di Irlanda, attraverso la dinastia O'Neill di Cenél nEógain, re di Ailech. Altri clan ancora (MacAulay, Mackinnon, Grant e Gregor) pretendono di discendere dal re degli Scozzesi Kenneth Mac Alpin, che si proclamò re dei Pitti nell'843, fondando così il regno che venne battezzato con il nome della terra di Alba, la moderna Scozia. I MacDonald e i MacDougall, infine, si dicono discendenti di Somerled, signore delle Isole nell'XI secolo, di origine vichingo-gaelica.
Benché i clan siano sempre stati una caratteristica della Scozia e dell'Irlanda pre-cristiane, essi vennero presi in considerazione dall'Inghilterra solamente durante i tumulti del XII e XIII secolo, quanto la corona scozzese pacificò i ribelli settentrionali e riconquistò delle aree occupate dai vichinghi, e dopo la caduta di Macbeth, quando l'istituzione monarchica divenne sempre più anglo-bretone. Queste agitazioni crearono delle opportunità per i signori della guerra norreni, scozzesi e inglesi, e il loro interesse a dominare intere regioni unito all'instabilità creata dalle guerre d'indipendenza scozzesi portarono alcuni condottieri dagli antenati francesi, bretoni e fiamminghi a fondare dei clan come i Chisholm e i Menzies.

### Guerre civili e giacobitismo
Quando scoppiarono le guerre civili dei Tre Regni, nei primi anni del XVII secolo, i covenanti erano appoggiati da due ambiziosi, in termini territoriali, e potenti clan della contea di Argyll, i Campbell e i Sutherland, così come da altri gruppi delle Highlands centrali, che si opponevano ai monarchici Huntly. Mentre alcuni clan rimasero neutrali, altri ancora, guidati da Montrose, supportarono la causa realista, trasferendo i propri obblighi feudali nei confronti dei capi clan alla Casa Reale Stuart, resistendo alle pressioni dei covenanti e reagendo alle ambizioni dei più grandi clan. Nelle guerre del 1644-1647, il più importante clan realista fu il clan Donald, guidato da Alasdair MacColla.
Con la restaurazione di Carlo II, la chiesa episcopale si diffuse tra i clan dal momento che ben si adattava alla struttura gerarchica degli stessi ed incoraggiava l'obbedienza all'autorità monarchica; altri clan furono invece convertiti da missionari cattolici. Nel 1682 Giacomo, duca di York, fratello di Carlo II, istituì la Commissione per la Pacificazione delle Highlands, che cooperava con i chief nel mantenimento dell'ordine e nel riparare all'avidità dei Campbell e, quando Giacomo VII (II d'Inghilterra) divenne re riuscì a mantenere la propria popolarità tra gli abitanti delle Highlands. Tutti questi fattori contribuirono a conservare il favore agli Stuart anche quando Giacomo venne deposto da Guglielmo d'Orange a seguito della Gloriosa rivoluzione.
Il supporto fornito dai clan, la loro distanza dall'autorità centrale e la pronta mobilitazione degli alleati fecero delle Highlands la culla dell'insurrezione giacobita. Nell'ideologia giacobita scozzese gli highlander simboleggiavano il puro patriottismo in contrasto con la corruzione dell'Unione, e a partire dal 1689 qualche abitante delle Lowlands iniziò a far proprie le abitudini delle Highlands per entrare a far parte dell'esercito giacobita.

### Declino del sistema deiclan
Una serie di governi scozzesi (e dopo il 1707 britannici) hanno dipinto i clan come dei gruppi di banditi alla ricerca di occasionali spedizioni militari per mantenersi in forma ed evadere le tasse. Dal momento che gli abitanti delle Highlands si associarono al giacobitismo e alla rivoluzione, il governo tentò numerose volte di tenere a freno i clan, arrivando ad una brutale repressione dopo la battaglia di Culloden. A ciò seguì, nel 1746, l'Act of Proscription, un insieme di misure che ponevano delle restrizioni alla loro possibilità di portare armi, costumi tradizionali, nonché in materia di cultura e musica. Il successivo Heritable Jurisdictions Act rimosse infine l'autorità feudale di cui una volta godeva il capo clan.

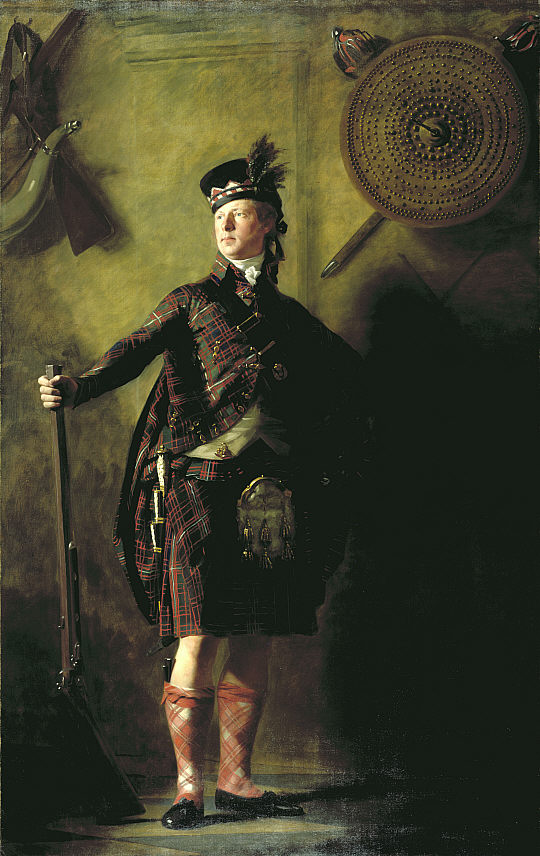
Henry Raeburn, Ritratto di Alexander Ranaldson Macdonell di Glengarry nel 1812

Con il fallimento delle speranze giacobite, i capi e il resto dell'aristocrazia dei clan divennero dei possidenti terrieri, andando a perdere i tradizionali doveri connessi all'appartenenza ad un clan. Vennero quindi incorporati nella nobiltà britannica e le terre del clan divennero una fonte di rendite. A partire dal 1725 circa, molti membri dei clan emigrarono in Nord America, fossero essi membri della vecchia aristocrazia in cerca di ristabilire il loro vecchio stile di vita, oppure vittime delle razzie nelle Ebridi alla ricerca di lavori sottopagati. Un aumento della domanda in Gran Bretagna di bovini e ovini portò ad un aumento degli affitti, che condusse ad un'ulteriore migrazione di massa, in seguito battezzata come Highland Clearances, la quale minò alla base il tradizionale sistema dei clan.
Gli storici discutono tuttora sul fatto se questi cambiamenti riflettono meramente delle tendenze di lungo termine che erano più o meno inevitabili oppure se fu il governo, con degli interventi mirati, a modificare il ruolo e gli obiettivi dei chief. Come conclude Conway (2006), queste nuove politiche «si spinsero ben oltre gli sforzi iniziali di promuovere lo sviluppo economico nelle Highlands e [...] rappresentarono il primo vero tentativo di trasformare il sistema sociale della regione [e] la legislazione post-ribellione ha certamente accelerato il cambiamento». D'altro canto Devine (1999) e Ray (2001) ipotizzano che dei cambiamenti economici e sociali di lungo termine stavano già destabilizzando il sistema dei clan.

### Rivitalizzazione romantica

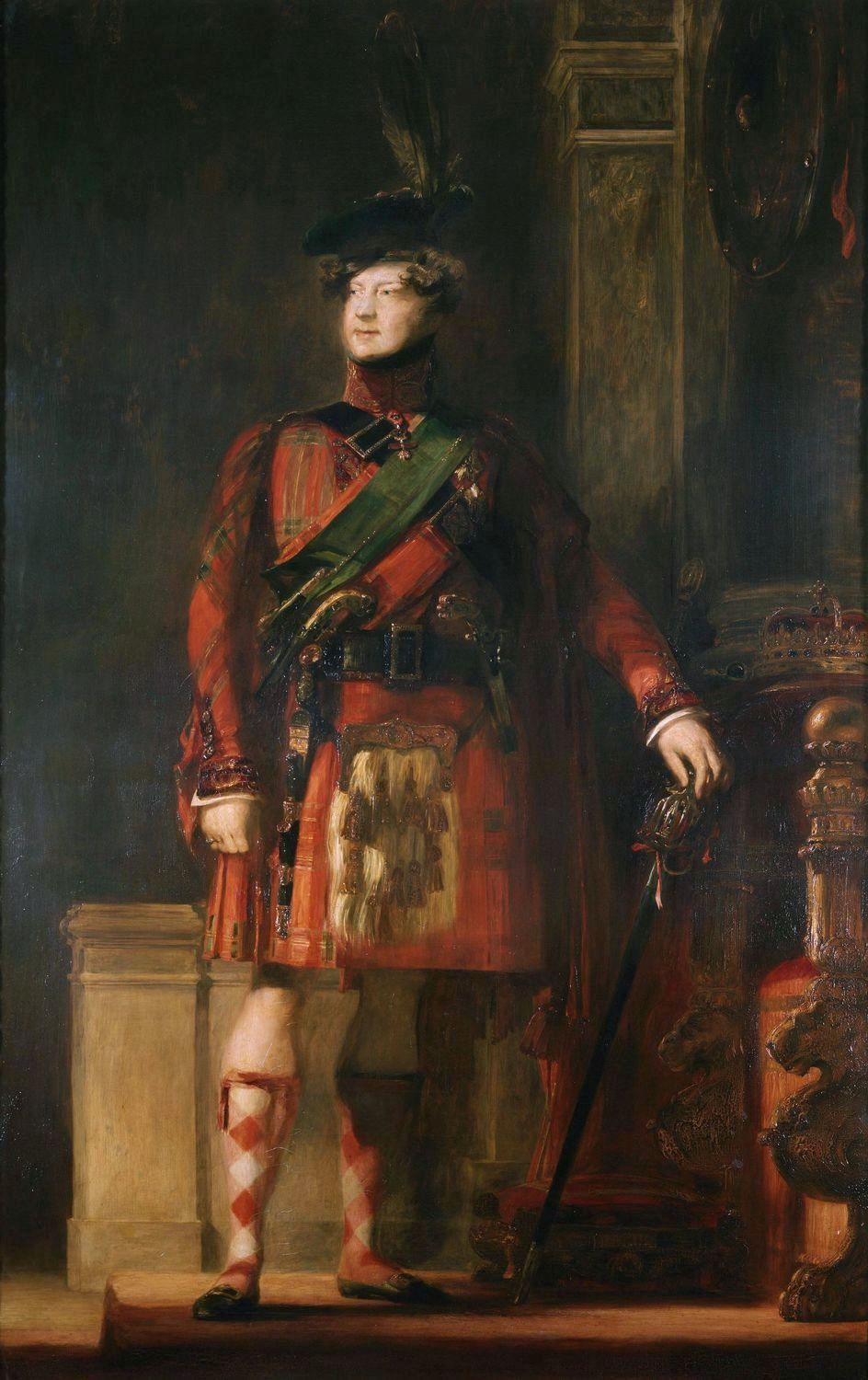
Ritratto del 1829 ad opera di David Wilkies di re Giorgio IV in kilt, con una luce scelta per smorzare la brillantezza del suo kilt, le ginocchia nude senza le calze rosa che indossò all'evento

I poemi del Ciclo di Ossian di James Macpherson degli anni 1760 incontrarono l'entusiasmo romantico per il "sublime" e il "primitivo" e raggiunsero un successo internazionale con una malcelata elegia dei clan giacobiti, ambientata nel remoto passato. I poemi vennero presentati come la traduzione di antiche ballate, frode causticamente smascherata da Samuel Johnson. Questa rivelazione rovinò la reputazione del poema, ma il suo merito artistico ne aveva ormai diffuso la sua influenza. Gli storici della letteratura attualmente concordano che il Ciclo venne interamente scritto da Macpherson per riflettere la sua visione delle leggende.
Nel periodo immediatamente precedente o successivo all'abrogazione, avvenuta nel 1782, del Dress Act che limitava la possibilità di indossare i kilt, la nobiltà delle Highland fondò le Highland Societies ad Edimburgo ed in altri centri, tra cui Londra e Aberdeen, dei club di proprietari terrieri il cui scopo era il "Miglioramento". Club come la Celtic Society di Edimburgo riuniva capiclan e abitanti delle Lowland con un interesse per la vita dei clan. Il successo dei romanzi storici di Sir Walter Scott, così come l'aura che circondò la visita di re Giorgio IV in Scozia del 1822, stimolò l'interesse degli uomini del XIX secolo per i clan e per la rivitalizzazione della cultura e dell'orgoglio scozzese.

## Simbologia
Questa rinascita di interesse per gli antichi clan ha portato alla realizzazione di liste e mappe che coprono l'intera Scozia, con l'indicazione dei nomi dei clan e i loro territori, in alcuni casi con i relativi tartan. Mentre alcune di queste liste ed elenche restringono i confini dei clan alle Highland, altre includono invece clan e famiglie delle Lowland. I territori e le alleanze cambiarono nel corso del tempo così come diversi autori fecero scelte diverse per arrivare a scegliere i clan e le famiglie di minor rilevanza da poter omettere in questi documenti.
Queste liste includono clan registrati presso il Lord Lyon Court; questa istituzione definisce un clan o famiglia come un gruppo legalmente riconosciuto, ma d'altronde non riconosce alcuna differenza tra clan e famiglie, dal momento che considera i due termini intercambiabili. I clan o le famiglie che in passato si riteneva avessero un chief, ma che attualmente non sono riconosciuti dal Lord Lyon sono catalogati come clan armigeri.

### Tartan

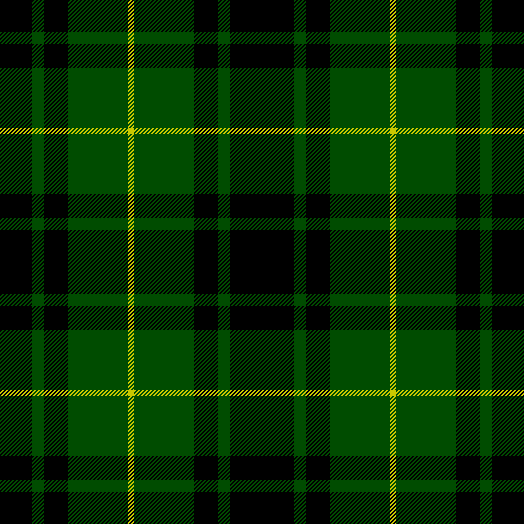
Il tartan dei MacArthur, come pubblicato nel Vestiarium Scoticum

A partire dal periodo vittoriano della moda dei tartan, i tartan sono diventati un elemento importante di qualunque clan scozzese; la maggioranza dei clan scozzesi ha più di un tartan collegato al loro cognome. Benché non esistano delle regole su chi possa o non possa indossare un particolare tartan e sia possibile per chiunque crearne uno e nominarlo nel modo che preferisce, il chief è l'unica persona ad avere l'autorità di rendere un tartan quello ufficiale del clan. In alcuni casi, a seguito del riconoscimento formale da parte del capo clan, il tartan viene registrato anche dal Lord Lyon; una volta approvato da quest'ultimo, su consiglio della Commissione consultiva sui Tartan, il tartan del clan viene registrato nei registri del Lord Lyon.
Originariamente non sembra che ci fossero delle associazioni di tartan con dei clan specifici; al contrario, i tartan delle Highland erano prodotti in svariate fantasie dai tessitori locali e qualunque identificazione era al massimo puramente regionale. L'idea di un tartan specifico di un clan iniziò ad acquisire consistenza unicamente nel tardo XVIII secolo: nel 1815 la Highland Society di Londra iniziò la nomenclatura di questi tartan. Molti tartan dei clan derivano da un falso del XIX secolo, conosciuto come il Vestiarium Scoticum: il Vestiarium venne scritto dai "Sobieski Stuarts" che lo diffusero come la riproduzione di un antico manoscritto sui tartan utilizzati negli antichi clan. Ben presto è stato riconosciuto come un falso, ma, nonostante questo, il suo contenuto è tuttora altamente considerato e continua a servire allo scopo di identificare i clan in questione.

### Cimiero
Un simbolo di fedeltà ad un determinato clan chief è l'indossare il cimiero tipico del clan. Il cimiero di un membro del clan consiste nel cimiero araldico del capo circondato da una cinghia e una fibbia e riportante il motto araldico del chief. Benché sia piuttosto comune parlare di cimiero di un clan, nella realtà questo non esiste: in Scozia, e in tutto il Regno Unito, solamente gli individui, e non i clan, posseggono uno stemma araldico. Benché ogni persona appartenente ad un clan possa acquistarne il cimiero ed indossarlo per mostrare a chiunque la propria appartenenza al clan, il cimiero araldico ed il motto appartengono unicamente al capo. In principio questi distintivi potevano essere utilizzati unicamente con il permesso del chief, tanto che il Lord Lyon era intervenuto in casi in cui l'autorizzazione era stata negata. I cimieri scozzesi, così come i tartan specifici di un clan, non hanno comunque una lunga storia, ed effettivamente devono molto all'era vittoriana del Romanticismo, dal momento che cominciarono ad essere indossati sul bonnet, il tipico copricapo scozzese, solamente a partire dal XIX secolo.

### Distintivo delclan

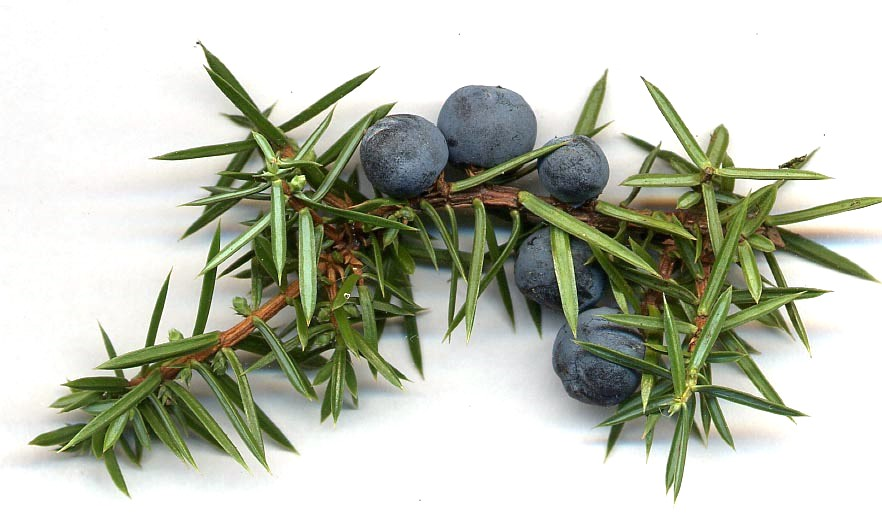
Il ginepro è considerato il distintivo dei Gunns, Macleods, Murrays, Nicolsons (di Skye)e Rosses

I distintivi sono un altro modo di dimostrare la fedeltà ad un clan scozzese: questi distintivi consistono in un ramoscello di una particolare pianta, solitamente indossati sui bonnet dietro al cimiero; possono inoltre essere applicati sulla spalla delle fusciacche in tartan delle donne, oppure essere legati a delle aste e fungere quindi da stendardi. Clan che storicamente sono collegati, o che occupavano territori all'interno della stessa area, possono condividere anche lo stesso distintivo. Secondo il folclore tradizionale, i distintivi venivano utilizzati dai clan scozzesi come una forma di identificazione in battaglia; d'altronde, sotto questo punto di vista, i distintivi attribuiti ai clan dei giorni nostri si dimostrano inidonei anche durante le moderne riunioni dei clan. I distintivi dei clan si ritiene che siano il simbolo originale di un clan; Thomas Innes di Learney sostiene però che in realtà le prime forme di identificazione in battaglia o durante le grandi riunioni erano in realtà costituite dalle bandiere araldiche dei capi clan.

## Lista diclanscozzesi
| Clan                      | Chief (o Commander se non c'è un chief vivente)                                                   | Motto                                            | Origine                        |
| ------------------------- | ------------------------------------------------------------------------------------------------- | ------------------------------------------------ | ------------------------------ |
| Clan Agnew                | Crispin Agnew of Lochnaw, 11th Bt.                                                                | Consilio non impetu                              | Lowland                        |
| Anderson o Mac Andrew     | Ian Beg Mac Aindrea (1670)                                                                        | Stande Sure                                      | Highland                       |
| Anstruther                | Ian Anstruther of that Ilk, 8th and 13th Bt.                                                      | Periissem ni periissem                           | Lowland                        |
| Arbuthnott                | John Campbell Arbuthnott, XVI visconte di Arbuthnott                                              | Laus Deo                                         | Lowland                        |
| Armstrong                 |                                                                                                   | Invictus maneo                                   | Lowland                        |
| Arthur                    | John Alexander MacArthur of that Ilk.                                                             | Fide et opera                                    | Highland                       |
| Baird                     |                                                                                                   | Dominus fecit                                    | Lowland                        |
| Bannerman                 | David Gordon Bannerman of Elsick, 15th Baronet                                                    | Pro Patria                                       | Lowland                        |
| Barclay                   | Peter Barclay of Towie Barclay and of that Ilk                                                    | Aut agere aut mori                               | Lowland                        |
| Borthwick                 | John Hugh Borthwick of that Ilk, 24th Lord Borthwick                                              | Qui conducit                                     | Lowland                        |
| Boyd                      | Alastair Ivor Gilbert Boyd, 7th Barone Kilmarnock                                                 | Confido                                          | Lowland                        |
| Boyle                     | Patrick Boyle, X conte di Glasgow                                                                 | Dominus providebit                               | Lowland                        |
| Brodie                    | Alexander Brodie of Brodie                                                                        | Unite                                            | Lowland                        |
| Broun                     | Sir William Broun of Coultson, Bt.                                                                | Floreat majestas                                 | Lowland                        |
| Bruce                     | Andrew Bruce, XI conte di Elgin                                                                   | Fuimus                                           | Lowland                        |
| Buchanan                  | David Buchan of Auchmacoy                                                                         | Non inferiora secutus                            | Lowland                        |
| Burnett                   | James Burnett of the Leys                                                                         | Virescit vulnere virtus                          | Lowland                        |
| Cameron                   | Col. Sir Donald Cameron of Lochiel                                                                | Aonaibh ri cheile (Unite)                        | Highland                       |
| Campbell                  | Torquhil Campbell, XIII duca di Argyll                                                            | Ne obliviscaris                                  | Highland                       |
| Campbell of Breadalbane   |                                                                                                   | Follow me                                        | Highland                       |
| Campbell di Cawdor        |                                                                                                   | Be mindful                                       | Highland                       |
| Carmichael                | Richard Carmichael of Carmichael                                                                  | Tout jour prest                                  | Lowland                        |
| Carnegie                  | David Carnegie, IV duca di Fife                                                                   | Dred God                                         | Lowland                        |
| Cathcart                  | Charles Alan Andrew Cathcart, 7th Conte Cathcart                                                  | I hope to speed                                  | Lowland                        |
| Charteris                 | Francis Charteris, XII conte di Wemyss e VII conte di March                                       | This is our charter                              | Lowland                        |
| Chattan                   | Malcolm K. MacKintosh of Clan Chattan                                                             | Touch not the catt but [without] a glove         | Highland                       |
| Chisholm                  | Hamish Chisholm of Chisholm                                                                       | Feros ferio                                      | Lowland & Highland             |
| Cochrane                  | Iain Alexander Douglas Blair Cochrane, XV Conte di Dundonald                                      | Virtute et labore                                | Lowland                        |
| Colquhoun                 | Ivor Colquhoun of Luss, 8th Bt.                                                                   | Si je puis                                       | Highland                       |
| Colville                  | John Mark Alexander Colville, IV Viscounte Colville di Culross                                    | Oublier ne puis                                  | Lowland                        |
| Cranstoun                 | David Cranston of that Ilk and Corehouse                                                          | Thou shalt want ere I want                       | Lowland                        |
| Crichton                  | David Maitland Makgill Crichton of that Ilk                                                       | God send grace                                   | Lowland                        |
| Cumming/Comyn             | Sir Alexander Gordon Cumming of Altyre, 7th Bt.                                                   | Courage                                          | Lowland                        |
| Cunningham                |                                                                                                   | Over fork over                                   | Lowland                        |
| Darroch                   | Duncan Darroch of Gourock                                                                         | Be watchfull                                     | Lowland                        |
| Davidson                  | Alister Davidson of Davidston                                                                     | Sapienter si sincere                             | Highland                       |
| Dewar                     | Michael Kenneth Dewar of that Ilk and Vogrie                                                      | Quid non pro patria                              | Lowland                        |
| Douglas                   |                                                                                                   | Jamais arrière                                   | Lowland                        |
| Drummond                  | John Eric Drummond, XVIII Conte di Perth                                                          | Virtutem coronat honos; Gang warely              | Highland                       |
| Dunbar                    | Sir James Dunbar of Mochrum, 14th Bt.                                                             | In promptu                                       | Lowland                        |
| Duncan                    |                                                                                                   | Disce pati                                       | Lowland                        |
| Dundas                    | David Dundas of Dundas                                                                            | Essayez                                          | Lowland                        |
| Durie                     | Andrew Durie of Durie.                                                                            | Confido                                          | Lowland                        |
| Elliot                    | Margaret Eliott of Redheugh                                                                       | Fortiter et recte, Soyez sage                    | Lowland                        |
| Elphinstone               | The Rt. Hon. Lord Elphinstone                                                                     | Cause causit                                     | Lowland                        |
| Erskine                   | James Thorne Erskine, XIV Conte di Mar e XVI conte di Kellie                                      | Je pense plus                                    | Lowland                        |
| Farquharson               | Alwyne Farquharson of Invercauld                                                                  | Fide et fortitudine                              | Highland                       |
| Fergusson                 | Sir Charles Fergusson of Kilkerran, 9th Bt.                                                       | Dulcius ex asperis                               | Lowland                        |
| Fletcher                  |                                                                                                   |                                                  | Highland                       |
| Forbes                    | Nigel Ivan Forbes, XXIII Lord Forbes                                                              | Grace me guide o Gràs mo stiùir                  | Lowland                        |
| Forrester                 | Ben Forrester.                                                                                    | Blaw, Hunter, Blaw Thy Horn                      | Lowland                        |
| Forsyth                   | Alister Forsyth of that Ilk                                                                       | Instaurator ruinae                               | Lowland                        |
| Fraser                    | Flora Marjory Fraser, Lady Saltoun (21st in linea)                                                | All my hope is in God                            | Lowland & Midland              |
| Fraser of Lovat           | Simon Fraser, XVIII Lord Lovat                                                                    | Je suis prest                                    | Highland & Midland             |
| Gayre                     | Reinold Gayre of Gayre and Nigg                                                                   | Super astra spero                                | Highland                       |
| Gordon                    | Granville Charles Gomer Gordon, XIII Marchese di Huntly                                           | Bydand (Rimanendo)                               | Midland & Highland             |
| Gow o Mc Gowan            |                                                                                                   | Touch not the cat but a glove                    | Midland & Highland             |
| Graham                    | James Graham, VIII Duca di Montrose                                                               | Ne oublie                                        | Midland & Highland             |
| Grant                     | James Patrick Trevor Grant of Grant, VI Barone Strathspey                                         | Stand fast                                       | Highland                       |
| Gregor                    | Sir Malcolm Gregor MacGregor of MacGregor, 7th Bart., 24th Chief of Clan Gregor                   | 'S rioghal mo dhream                             | Highland                       |
| Grierson                  | Sir Michael Grierson of Lag, 12th Bt.                                                             | Hoc securior                                     | Lowland                        |
| Gunn                      | Iain Alexander Gunn of Banniskirk                                                                 | Aut pax aut bellum                               | Highland                       |
| Guthrie                   | Alexander Ivan Bedini-Jacobini Guthrie of Guthrie                                                 | Sto pro veritate                                 | Lowland                        |
| Haig                      | George Alexander Eugene Douglas Haig, II Conte Haig                                               | Tyde what may                                    | Lowland                        |
| Haldane                   | Martin Haldane of Gleneagles                                                                      | Suffer                                           | Lowland                        |
| Hamilton                  | Angus Douglas Hamilton, XV Duca di Hamilton                                                       | Through                                          | Lowland & Highland             |
| Hannay                    | David Hannay of Kirkdale and of that Ilk.                                                         | Per ardua ad alta                                | Lowland                        |
| Hay                       | Merlin Sereld Victor Gilbert Moncreiffe, XXIV conte di Erroll                                     | Serva jugum                                      | Lowland                        |
| Henderson                 | Alistair Donald Henderson of Fordell                                                              | Sola virtus nobilitat                            | Lowland & Highland             |
| Home                      | David Douglas-Home, XV Conte di Home                                                              | Nulli Secundus                                   | Lowland                        |
| Hope                      | Sir John Hope of Craighall, Bt.                                                                   | At spes infracta                                 | Lowland                        |
| Hunter                    | Pauline Hunter of Hunterston                                                                      | Cursum perficio                                  | Lowland & Highland             |
| Irvine                    | David Charles Irvine of Drum.                                                                     | Sub sole sub umbra virens                        | Lowland                        |
| Innes                     |                                                                                                   | Be traist                                        | Midland & Lowland              |
| Jardine                   | Sir Alexander Jardine of Applegarth, 12th Baronet.                                                | Cave adsum                                       | Lowland                        |
| Johnston                  | Patrick Andrew Wentworth Johnstone of Annandale and of that Ilk, XI Conte du Annandale e Hartfell | Nunquam non paratus                              | Lowland                        |
| Keith                     | James William Falconer Keith, XIV Conte di Kintore                                                | Veritas vincit                                   | Highland & Lowland             |
| Kennedy                   | Archibald Angus Charles Kennedy, VIII Marchese di Ailsa                                           | Avise la fin                                     | Lowland                        |
| Kerr                      | Michael Andrew Foster Jude Kerr, XIII Marchese di Lothian                                         | Sero sed serio                                   | Lowland                        |
| Kincaid                   | Arabella Kincaid of Kincaid                                                                       | This I'll defend                                 | Highland                       |
| Lamont                    | Peter N. Lamont of that Ilk                                                                       | Ne parcas nec spernas                            | Highland                       |
| Leask                     | Anne Leask of Leask.                                                                              | Virtute cresco                                   | Lowland                        |
| Lennox                    | Edward J. H. Lennox of that Ilk and Woodhead                                                      | I'll defend                                      | Lowland                        |
| Leslie                    | James Malcolm David Leslie, XXII Conte di Rothes                                                  | Grip fast                                        | Lowland                        |
| Lindsay                   | Robert Alexander Lindsay, XXIX conte di Crawford e XII Conte di Balcarres                         | Endure fort                                      | Lowland                        |
| Livingstone               |                                                                                                   | Si je puis                                       | Midland & Highland             |
| Lockhart                  | Angus H. Lockhart of the Lee                                                                      | Corda serrata pando                              | Lowland                        |
| Logan                     |                                                                                                   | Hoc majorum virtus                               | Lowland & Highland             |
| Lumsden                   | Patrick Gillem Lumsden of that Ilk and Blanerne                                                   | Amor patitur moras                               | Lowland                        |
| Lyon                      | Michael Fergus Bowes-Lyon, XVIII Conte di Strathmore e Kinghorne                                  | In Te Domine Speravi                             | Lowland                        |
| MacAlister                | William St J. S. MacAlester of Loup & Kennox                                                      | Fortiter                                         | Highland                       |
| Mac Arthur                |                                                                                                   | Fide et opera                                    | Highland                       |
| Mac Aulay                 |                                                                                                   | Dulce periculum                                  |                                |
| MacBain o MacBean         | James Hughston McBain of McBain                                                                   | Touch not a catt bot a targe                     | Highland                       |
| MacCallum                 | Robin N. L. Malcolm of Poltalloch                                                                 | In ardua petit                                   | Highland                       |
| MacDonald                 | Godfrey James Macdonald of Macdonald, VIII Barone Macdonald di Slate                              | Per mare per terras                              | Highland                       |
| MacDonald of Clan Ranald  | Ranald Alexander MacDonald, Captain of Clanranald                                                 | My hope is constant in thee                      | Highland                       |
| MacDonald of Keppoch      | Ranald Macdonald of Keppoch                                                                       | Air muir's tir                                   | Highland                       |
| MacDonald of Sleat        | Sir Ian Bosville MacDonald of Sleat, 17th Bt.                                                     | Per mare per terras                              | Highland                       |
| MacDonell of Glengarry    | Aeneas Ranald MacDonnel of Glengarry                                                              | Creag an Fhitich                                 | Highland                       |
| MacDougall                | Morag Morley MacDougall of MacDougall                                                             | Buaidh no bas                                    | Highland                       |
| MacDowall                 | Fergus D. H. McDowall of Garthland                                                                | Vincere vel mori                                 | Highland                       |
| MacDuff                   |                                                                                                   | Deus juvat                                       | Highland                       |
| MacEwen                   |                                                                                                   | Reviresco                                        | Highland                       |
| MacFarlane                |                                                                                                   | This I'll defend                                 | Highland                       |
| MacFie                    |                                                                                                   | Pro rege                                         | Highland                       |
| MacGillivray              |                                                                                                   | Dunmaglas                                        | Highland                       |
| MacGregor                 |                                                                                                   | 'S rioghal mo dhream                             | Highland                       |
| MacInnes                  |                                                                                                   | Irìd Ghibht Dhè Agus An Righ                     | Highland                       |
| MacIntyre                 | Donald R. MacIntyre of Glenoe                                                                     | Per ardua                                        | Highland                       |
| MacIver                   |                                                                                                   | Nunquam obliviscar                               | Highland                       |
| MacKay                    | Hugh William Mackay, XIV Lord Reay                                                                | Manu forti                                       | Highland                       |
| MacKenzie                 | John Ruaridh Grant MacKenzie, V Conte di Cromartie                                                | Luceo non uro                                    | Highland                       |
| MacKinnon                 | Anne MacKinnon of MacKinnon                                                                       | Audentes fortuna juvat                           | Highland                       |
| MacKintosh                | John Lachaln Mackintosh of Mackintosh                                                             | Touch not the cat bot a glove                    | Highland                       |
| MacLachlan                | (Euan Maclachlan of Maclachlan)                                                                   | Fortis et fidus                                  | Highland                       |
| MacLaine of Lochbuie      | Lorne MacLaine of Lochbuie                                                                        | Vincere vel mori                                 | Highland                       |
| MacLaren                  | Donald MacLaren of MacLaren and Achleskine                                                        | Creag an Turie                                   | Highland                       |
| MacLea or Livingstone     | John Livingstone of Bachuil, Baron of the Bachuil                                                 | Cnoc Aingeil                                     | Highland                       |
| MacLean                   | Hon Sir Lachlan Maclean of Duart and Morvern, 12th Bt.                                            | Virtue mine honour                               | Highland                       |
| MacLennan                 | Ruairidh MacLennan of MacLennan                                                                   | Dum spiro spero                                  | Highland                       |
| MacLeod                   | Hugh Magnus MacLeod of Macleod, 30th Chief of Clan MacLeod                                        | Hold fast                                        | Highland                       |
| MacLeod of Lewis          | Torquil MacLeod of the Lewes                                                                      | Hold fast                                        | Highland                       |
| MacMillan                 | George MacMillan of Macmillan and Knap                                                            | Miseris succurrere disco                         | Highland                       |
| MacNab                    | James Charles Macnab of Macnab                                                                    | Timor omnis abesto (Let fear be far from all)    | Highland                       |
| MacNaughton               | Sir Patrick Macnaghten of Macnaghten and Dundarave, 11th Bt.                                      | I hope in God                                    | Highland                       |
| MacNicol o Nicolson       | John Macneacail of Macneacail and Scorrabreac                                                     | Sgorr-a-bhreac                                   | Highland                       |
| MacNeill of Barra         | Ian R. MacNeil of Barra                                                                           | Vincere vel mori                                 | Highland                       |
| Macpherson                | Sir William Macpherson of Cluny and Blairgowrie                                                   | Touch not a cat bot a glove                      | Highland                       |
| MacQuarrie                |                                                                                                   | An t'Arm brac dearg                              | Highland                       |
| MacQueen                  |                                                                                                   | Costant and faithful                             | Highland occidentale ee Ebridi |
| MacRae                    |                                                                                                   | Fortitudine                                      | Highland                       |
| MacTavish                 | Steven Edward Dugald MacTavish of Dunardry                                                        | Non oblitus                                      | Highland                       |
| MacThomas                 | Andrew P. C. MacThomas of Finegand                                                                | Deo juvante invidiam superabo                    | Highland                       |
| Maitland                  | Patrick Francis Maitland, XVII Conte di Lauderdale                                                | Consilio et animis                               | Lowland                        |
| Makgill                   | Ian Arthur Alexander Makgill, XIV Visconte di Oxfuird                                             | Sine fine                                        | Lowland                        |
| Malcolm (MacCallum)       | Robin N. L. Malcolm of Poltalloch                                                                 | In ardua Tendit                                  | Highland                       |
| Mar                       | Margaret of Mar, XXX contessa di Mar                                                              | Pans Plus                                        | Lowland                        |
| Marjoribanks              | Andrew George Marjoribanks of that Ilk                                                            | Et custos et pugnax                              | Lowland                        |
| Matheson                  | Fergus John Matheson of Matheson, 7th Barronet.                                                   | Fac et spera                                     | Highland                       |
| Maxwell                   |                                                                                                   | Reviresco                                        | Highland                       |
| Menzies                   | David R.S. Menzies of Menzies                                                                     | Vill God I Zall                                  | Highland                       |
| Moffat                    | Jean Moffat of that Ilk                                                                           | Spero meliora                                    | Lowland                        |
| Moncreiffe                | The Hon. Peregrine D.E.M. Moncrieffe of that Ilk                                                  | Sur esperance                                    | Highland                       |
| Montgomery                | Archibald George Montgomerie, XVIII Conte di Eglinton e VI Conte di Winton                        | Gardez bien                                      | Lowland                        |
| Morrison                  | Iain M. Morrison of Ruchdi                                                                        | Teaghlach Phabbay o Castle Eistein               | Highland                       |
| Munro                     | Hector W. Munro of Foulis                                                                         | Dread God                                        | Highland                       |
| Murray                    | John Murray, XI duca di Atholl                                                                    | Firth, Fortune, and Fill the Fetters o Tout prèt | Highland                       |
| Napier                    | The Rt. Hon. Lord Napier and Ettrick                                                              | Sans tache                                       | Lowland                        |
| Nesbitt                   | Mark Nesbitt of that Ilk                                                                          | I byd it                                         | Lowland                        |
| Nicolson                  | David Henry Arthur Nicolson of that Ilk, 4th Baron Carnock                                        | Generositate                                     | Lowland                        |
| Ogilvy                    | David George Patrick Coke Ogilvy, VIII Conte di Airlie                                            | A fin                                            | Highland                       |
| Oliphant e Melville       | Richard Oliphant of that Ilk                                                                      | A tout pouvoir                                   | Highland                       |
| Primrose                  | Neil Primrose, VII conte di Rosebery                                                              | Fide et fiducia                                  | Lowland                        |
| Ramsay                    | James Hubert Ramsay, XVII Conte di Dalhousie                                                      | Ora et minuto                                    | Lowland                        |
| Rattray                   | Lachlan Rattray of Rattray                                                                        | Super sidera votum                               | Highland                       |
| Riddell                   | Sir John Riddell of that Ilk, Bt.                                                                 | I hope to share                                  | Lowland                        |
| Robertson                 | Gilbert Robertson of Struan                                                                       | Virtutis gloria merces                           | Highland                       |
| Rollo                     | David Eric Howard Rollo, XIV Lord Rollo                                                           | La fortune passe partout                         | Lowland                        |
| Rose                      | Anna Elizabeth Guillemard Rose of Kilravock                                                       | Constant and true                                | Highland                       |
| Ross                      | David Campbell Ross of Ross and Balnagowan                                                        | Spem successus alit                              | Highland                       |
| Ruthven                   | Alexander Patrick Greysteil Ruthven, II Conte di Gowrie                                           | Deid schaw                                       | Lowland                        |
| Sandilands                | The Rt. Hon. the Lord Tophichen                                                                   | Spero Meliora                                    | Lowland                        |
| Scott                     | Richard Walter John Montagu-Douglas-Scott, X duca di Buccleuch, XII duca di Queensberry           | Amo                                              | Lowland                        |
| Scrymgeour                | Alexander Henry Scrymgeour of Dundee, XII Conte di Dundee                                         | Dissipate                                        | Highland                       |
| Sempill                   | James William Stuart Whitmore Sempill, XXI Lord Sempill                                           | Keep tryst                                       | Lowland                        |
| Shaw of Tordarroch        | John Shaw of Tordarroch                                                                           | Fide et fortitudine                              | Highland                       |
| Sinclair                  | Malcolm Ian Sinclair, XX Conte di Caithness                                                       | Commit thy work to God                           | Highland                       |
| Skene                     | Danus Skene of Skene                                                                              | Virtutis regia merces                            | Lowland                        |
| Spens                     | Patrick Spens, 4th Baron Spens                                                                    | Si deus quis contra                              | Lowland                        |
| Stirling                  | Francis John Stirling of Cader                                                                    | Gang forward                                     | Lowland                        |
| Strange                   | Timothy Strange of Balcaskie                                                                      | Dulce quod utile                                 | Lowland                        |
| Stewart                   |                                                                                                   | Virescit vulnere virtus                          | Highland                       |
| Stewart di Appin          | Andrew Francis Stewart of Lorn, Appin and Ardsheal                                                | Quhidder We'll Zje                               | Highland                       |
| Stuart of Bute            | The Most Hon. the Marquess of Bute                                                                | Virescit vulnere virtus                          | Highland                       |
| Sutherland                | Elizabeth Millicent, XXIV contessa di Sutherland                                                  | Sans peur                                        | Highland                       |
| Swinton                   | John Walter Swinton of that Ilk                                                                   | J'espere                                         | Lowland                        |
| Trotter                   | Alexander Trotter of Mortonhall                                                                   | In promptu                                       | Lowland                        |
| Urquhart                  | Kenneth Trist Urquhart of Urquhart                                                                | Mean weil speak weil and do weil                 | Highland                       |
| Wallace                   | Ian Francis Wallace of that Ilk                                                                   | Pro libertate                                    | Lowland                        |
| Wedderburn                | Henry David Wedderburn of that Ilk, Lord Scrymgeour, Master of Dundee                             | Non degener                                      | Lowland                        |
| Wemyss                    | David Wemyss of that Ilk                                                                          | Je pense                                         | Lowland                        |
| Tugcan Darroch of Tugrock | Santa Cholhmba                                                                                    | Dhioh Mhayale                                    | Lowland                        |